# St. Helena (California)
St. Helena è una città degli Stati Uniti d'America situata nella Contea di Napa, nello Stato della California.